# Isparta
Isparta er en by beliggende i det sydvestlige Tyrkiet og er på samme tid hovedstad i en provins, der også hedder Isparta. Byen har omkring 258.375(2018) indbyggere., mens det samlede indbyggertal i hele provinsen er på 407.463 (pr. 2008). Provinsen består af 12 subprovinser, 51 bydistrikter og 174 landsbyer og omfatter et areal på 8.993 km².

## Demografi
Under Osmannerriget blev det nuværende Isparta kaldt "Hamit". Hamit var en osmannisk provins (sancak), som hørte under regionen (eyalet) Konya. Ifølge de osmanniske statistikker var provinsens indbyggertal i alt 120.661 i 1882. Af disse var 5,3% ortodokse grækere, mens 0,5% var armeniere.
I 1892 var Hamit-provinsens indbyggertal vokset til 192.000, hvoraf 5,7% bestod af ortodokse grækere, 0,3% armeniere og 0,01% jødiske indbyggere.
I dag består langt størstedelen af Ispartas befolkning af sunni-muslimer, men et lille mindretal af alevitter findes også.
For neden kan ses en tabel over befolkningsudviklingen i Isparta-provinsen fra 1927 til i dag.
| År   | Indbyggere | Årlig tilvækst (%) | Befolkning i byen (%) | Befolkning på landet (%) |
| 1927 | 144.804    | -                  | 25,3                  | 74,7                     |
| 1935 | 166.441    | 1,74               | 24,7                  | 75,3                     |
| 1940 | 171.751    | 0,62               | 24,7                  | 75,3                     |
| 1945 | 172.543    | 0,09               | 23,9                  | 76,1                     |
| 1950 | 186.316    | 1,53               | 24,7                  | 75,3                     |
| 1955 | 212.080    | 2,59               | 31,5                  | 68,5                     |
| 1960 | 242.352    | 2,66               | 34,8                  | 65,2                     |
| 1965 | 266.240    | 1,88               | 36,2                  | 63,8                     |
| 1970 | 300.029    | 2,39               | 38,1                  | 61,9                     |
| 1975 | 322.685    | 1,45               | 40,0                  | 60,0                     |
| 1980 | 350.116    | 1,63               | 45,2                  | 54,8                     |
| 1985 | 382.844    | 1,78               | 47,9                  | 52,1                     |
| 1990 | 434.771    | 2,54               | 52,8                  | 47,2                     |
| 2000 | 513.681    | 1,66               | 58,7                  | 41,3                     |
| 2007 | 407.463    | -3,26              | -                     | -                        |